# Tris Speaker
Tristram Edgar „Tris“ Speaker (* 4. April 1888 in Hubbard, Texas; † 8. Dezember 1958 in Lake Whitney, Texas) war ein US-amerikanischer Baseballspieler und -manager in der Major League Baseball (MLB). Seine Spitznamen waren The Grey Eagle und Spoke.

## Biografie
Tris Speaker wurde in Hubbard, Texas geboren und wuchs dort auch auf. Bei einem Reitunfall brach er sich den rechten Arm und wurde so zum Linkshänder. Später verletzte er sich den linken Arm bei einem Unfall beim American Football. Die Chirurgen wollten den Arm amputieren, Speaker weigerte sich und sein Arm heilte wieder. 1905 spielte er eine Saison College Baseball am Fort Worth Polytechnic Institute. 1906 spielte Speaker erfolgreich bei den Cleburne Railroaders, einem Team im Minor League Baseball. Hier entdeckten ihn die Boston Red Sox und verpflichteten ihn. Sein erstes Spiel in der American League bestritt Speaker am 14. September 1907 gegen die Philadelphia Athletics. Insgesamt bestritt er 1907 sieben Spiele in der Major League. 1908 überließen die Red Sox Speaker den Little Rock Travelers als Austausch für die Bereitstellung des Klubgeländes für das Vorbereitungstraining. Tris Speaker zeigte in Little Rock so gute Leistungen, dass sich die Red Sox entschlossen, den Vertrag zurückzukaufen. In dieser Saison bestritt Speaker noch 31 Spiele in der American League bei einem Schlagdurchschnitt von 22,4 %. 
1909 wurde Speaker Stammspieler auf der Position des Centerfielders. In 143 Spielen kam er auf einen Schlagdurchschnitt von 30,9 %. Mit der Verpflichtung von Duffy Lewis kam es zur Bildung des Million Dollar Outfields, welches Speaker, Lewis und Harry Hooper bildeten. Sein bestes Jahr bei den Red Sox hatte Tris Speaker 1912. Er spielte in allen Spielen mit, erreichte einen Schlagdurchschnitt von 38,3 %. Er führte die American League mit 10 Home Runs und 53 Doubles an. Karrierebestmarken gelangen ihm mit 222 Basehits, 136 Runs, 580 at-bats und 52 gestohlenen Bases. In der World Series gegen die New York Giants konnten sich die Red Sox in acht Spielen durchsetzen. Speaker führte sein Team mit einem Schlagdurchschnitt von 30 %, neun Basehits und vier erzielten Runs an. Seinen zweiten Erfolg mit den Red Sox in der World Series feierte Speaker 1915. Speaker und Babe Ruth, damals noch als Pitcher, waren beim Sieg gegen die Philadelphia Phillies die stärksten Spieler Bostons.
Nach dem World-Series-Erfolg sollte Speaker eine Gehaltsreduzierung von 15.000 $ auf 9000 $ hinnehmen. Er weigerte sich, solch einen Vertrag zu unterschreiben und wurde am 12. April 1916 zu den Cleveland Indians transferiert. Bei den Indians wurde Speaker mit einem Jahresgehalt von 40.000 $ zum bestbezahlten Baseballspieler seiner Zeit. 1916 beendete Speaker auch Ty Cobbs Serie von neun Titeln als Spieler mit dem besten Schlagdurchschnitt in der American League. Mit 38,6 % war Speaker deutlich besser als Cobb mit 37,1 %. Ebenfalls überragend waren Speakers Leistungen in der Defensive. Manche bezeichneten ihn sogar als den fünften Infielder.
Im Lauf der Saison 1919 übernahm Tris Speaker auch die Aufgaben des Managers bei den Indians. 1920 führte er sein Team in die World Series gegen die Brooklyn Dodgers. Die Indians gewannen die erste World Series ihrer Geschichte, Speaker seine dritte als Spieler und seine erste und einzige als Manager. 
Am 17. Mai 1925 erreichte Speaker als fünfter Spieler in der Geschichte der Major League und der zweite Spieler der Indians nach Nap Lajoie seinen 3000. Basehit gegen Tom Zachary von den Washington Senators. Seine Karriere als Manager musste er nach der Saison 1926 beenden. Speaker und Ty Cobb waren verdächtig, in einen Wettskandal verwickelt zu sein, so dass der Präsident der American League Ban Johnson beiden den Rücktritt empfahl.
Als Spieler bestritt Speaker noch zwei Spielzeiten bei den Washington Senators und den Philadelphia Athletics. Er beendete seine Karriere mit 3514 Basehits. Darunter waren 793 Doubles, mit denen er noch heute die ewige Bestenliste der Major League Baseball anführt. Sein Schlagdurchschnitt von 34,5 % ist der fünftbeste der MLB.
1937 wurde Tris Speaker in die Baseball Hall of Fame aufgenommen. Er verstarb im Alter von 70 Jahren 1958 in Lake Whitney, Texas.